# Laser Blast
Laser Blast is een videospel voor het platform Atari 2600. Het spel werd uitgebracht in 1981. 